# Colle San Bartolomeo
Il colle San Bartolomeo (A Colla in ligure) è un valico delle Alpi Liguri situato in  provincia di Imperia, posto ad una altitudine di 625.4 m s.l.m..

## Geografia
Il colle è situato sul confine tra i comuni di Pieve di Teco e Cesio. Si apre tra il Monte Mucchio di Pietre (a nord-est) e il Monte Guardiabella (1.218 m, a ovest), e collega la vallata dell'Impero con quella dell'Arroscia (a nord). Sul Colle è presente un piccolo nucleo abitato, che conta circa 50 abitanti.  Per il punto di valico, fino al 1980, è transitata la Strada Statale 28 del Colle di Nava.

## Storia

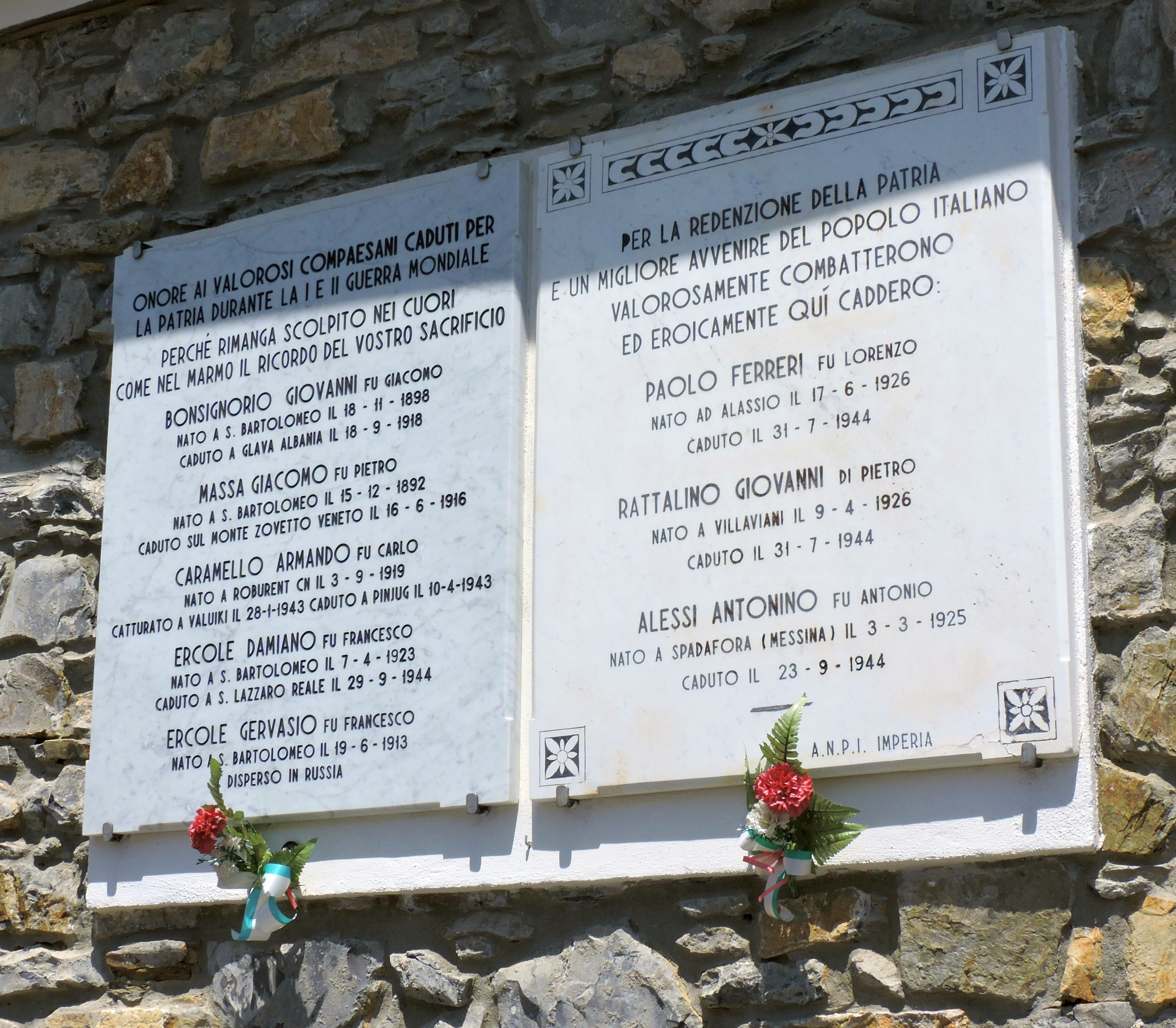
Lapide ai caduti

Nel 1944 al colle furono fucilati, senza processo, alcuni partigiani.

## Economia
È località turistica montana, che trova la sua potenzialità nella vicinanza col mare. Sulla vetta sono presenti due alberghi.

## Trasporti e vie di comunicazioni

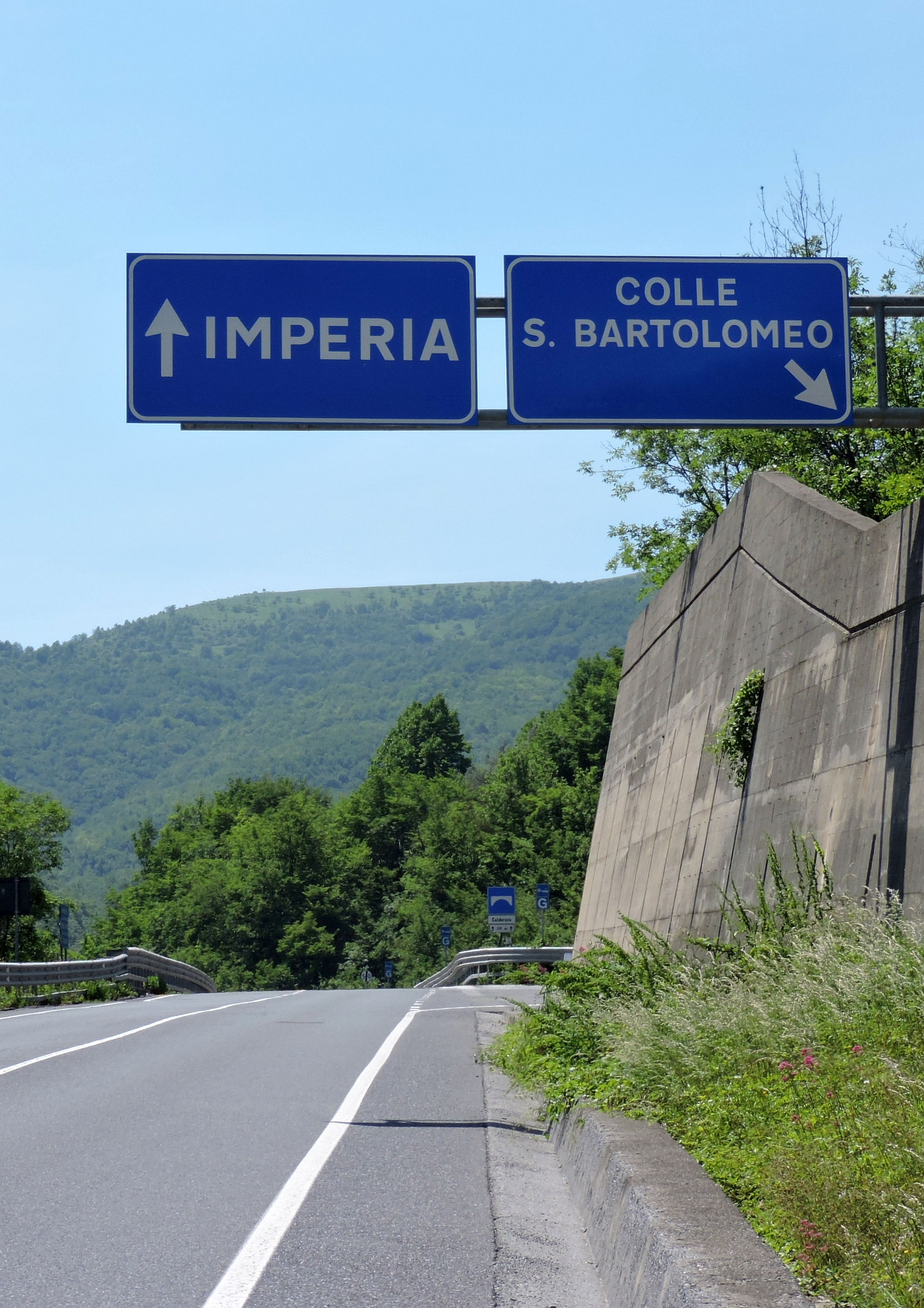
La diramazione della ex-SS28 per il colle

Situato in posizione strategica, è luogo di partenza e passaggio importante della viabilità provinciale:
- la ex strada statale 28, che ha evitato il lungo e tortuoso percorso che conduce al Colle San Bartolomeo con una variante a valle.
- la provinciale, un tempo utilizzata come alternativa alla SS28, che collega Colle San Bartolomeo a Caravonica e Borgomaro. Procede sul versante della Valle Impero opposto a quello di Cesio e della SS28.
- la provinciale che conduce a Càrtari (frazione di Cesio) e Siglioli (frazione di Vessalico), e, di lì, a Vessalico, nella media valle dell'Arroscia.
- la provinciale verso San Bernardo di Conio (località di Borgomaro) e Colle d'Oggia (frazione di Borgomaro), da cui è possibile recarsi nella Valle Argentina e, quindi, a Taggia.
- A 4 km da Colle San Bartolomeo, in direzione di Cesio sulla ex SS28, parte la provinciale che risale il Passo del Ginestro, e di lì, riscende ad Albenga, attraverso la Val Lerrone, e, dall'altra parte, a Testico e, di lassù, ad Alassio e ad Andora.

## Principali distanze stradali
- Cesio 4 km
- Pieve di Teco 7 km
- San Bernardo di Conio 11 km
- Colle d'Oggia 13 km
- Testico 13 km
- Imperia 23 km
- Alassio via Passo Ginestro-Testico 27 km
- Andora via Passo Ginestro-Testico 27 km
- Albenga via Passo Ginestro-Casanova Lerrone 32 km
- Taggia 34 km